# Scarlet (album de Doja Cat)
Pour les articles homonymes, voir Scarlet.
Albums de Doja Cat
Planet Her
(2021)
Singles
1. Paint the Town Red
Sortie : 4 août 2023
2. Agora Hills
Sortie : 22 septembre 2023

Scarlet est le quatrième album studio de la rappeuse américaine Doja Cat, sorti le 22 septembre 2023 par RCA Records. Sorti deux ans après l'album Planet Her, qui est largement influencé par la pop, Scarlet est au contraire de styles hip-hop et RnB.
L'album a débuté à la quatrième place du Billboard 200 américain. La version deluxe, Scarlet 2 Claude, est sortie le 5 avril 2024.

## Réception

### Réception critique
L'album a reçu des critiques positives, recevant une note moyenne de 70/100 sur Metacritic.
Scarlet figure sur plusieurs listes des meilleurs albums de l'année, entre autres celles de Variety (no 3), Complex (no 4) et Billboard (no 7).

## Singles
Le premier single de l'album, Paint the Town Red, devient le premier morceau solo de l'artiste à atteindre la première place du Billboard Hot 100 américain, ainsi que du Billboard Global 200. 
Le second single de l'album, Agora Hills, a atteint le top 10 aux États-Unis.

## Certifications
| Pays              | Certification | Ventes/Équivalence |
| ----------------- | ------------- | ------------------ |
| États-Unis (RIAA) | Platine       | 1 000 000          |
| France (SNEP)     | Or            | 50 000             |